# Аваков Арсен Борисович
Арсе́н Бори́сович Ава́ков (вірм. Արսեն Բորիսի Ավակով, нар. 2 січня 1964, Баку) — український політичний і громадський діяч вірменського походження. Колишній Міністр МВС України (27 лютого 2014 — 15 липня 2021), перепризначений 29 серпня 2019 року, звільнився з посади 15 липня 2021 року, після низки протестів 2019—2020 проти Авакова.
Голова Харківської обладміністрації (від 4 лютого 2005 до 5 лютого 2010 року), колишній депутат Харківської облради. Входив до складу РНБО від 25 травня 2007 до 21 січня 2008, Організаційного комітету з підготовки та проведення в Україні фінального турніру чемпіонату Європи 2012 з футболу з 24 квітня до 8 травня 2007 р., Національної ради з питань взаємодії органів державної влади та органів місцевого самоврядування. Народний депутат України 7-го і 8-го скликань. В. о. міністра МВС України з 22 лютого 2014 року. Став міністром внутрішніх справ України з 27 лютого 2014 року. Пробув на посаді 2695 дні. Дії на посаді міністра МВС неодноразово викликали суспільний резонанс та призвело до виникнення протестного руху Аваков — чорт.
Заслужений економіст України. За даними журналу «Фокус» на 2012 рік, посідав 70-те місце у списку найбагатших людей України зі статками $189,0 млн. Член партії «Народний фронт», голова її Харківської обласної організації, блогер.

## Життєпис
Народився у селищі ім. Кірова (Кіровський, нині — Бінагадинський район) в Баку у сім'ї військовослужбовця. З 1966 року живе в Україні. За національністю — вірменин.
1981—1982 роки — препаратор кафедри «Автоматизовані системи управління» Харківського політехнічного інституту.
1988 року — закінчив Харківський політехнічний інститут (спеціальність — «Автоматизовані системи управління», кваліфікація — інженер-системотехнік).
1987—1990 роки — інженер у Всесоюзному науково-дослідницькому інституті охорони вод (Харків). 1990 — заснував і очолив АТ «Інвестор», а 1992 року — комерційний банк «Базис».
2002 року — член виконавчого комітету Харківської міської ради.
4 лютого 2005 року — голова Харківської облдержадміністрації, тоді ж склав повноваження Голови наглядової ради АТ «Інвестор» й АКБ «Базис».
26 березня 2006 року — обраний депутатом Харківської обласної ради V скликання, член комісії з питань бюджету.
3 лютого 2010 року Харківська облрада висловила йому як голові облдержадміністрації недовіру. Того ж дня заступник прокурора Харківської області Микола Шадура виніс протест на це рішення.
4 лютого прокурор Харківської області Василь Синчук відкликав протест. 5 лютого Харківська облрада подала апеляційну скаргу в справі, щодо позову Авакова до облради щодо рішення сесії про недовіру йому. Керуючись п. 10 ст. 118 Конституції 5 лютого 2010 року Указом Президента № 116/2010 Авакова було звільнено з посади голови Харківської облдержадміністрації.
Причому в облдержадміністрації заявили, що прохання про відставку губернатор не подавав. Того ж дня Аваков заявив про незаконність Указу Президента. Але 6 лютого у своїй авторській програмі «Акценти» на місцевому телеканалі «ОТБ» він заявив, що, можливо, подасть у відставку, щойно одержить на руки оригінал Указу Президента. 8 лютого під тим же номером і за те ж число на офіційному сайті Президента з'явився інший текст Указу — про звільнення відповідно до частини 9 статті 118 Конституції України. 9 лютого о 15:00 Аваков подав на ім'я Президента заяву про відставку.
Також своїм останнім розпорядженням він призначив в. о. голови Харківської облдержадміністрації свого першого заступника Володимира Бабаєва. Коментуючи питання про можливе балотування на посаду Харківського міського голови навесні 2010 р., Аваков заявив, що «не думає, що таке рішення можливе».
Того ж дня близько 16:00 текст розміщеного на сайті Президента України Указу про звільнення Авакова з посади під тим же номером від 5 лютого знову було змінено на первинний:
|  | Відповідно до ч. 10 ст. 118 Конституції України прийняти відставку голови Харківської обласної державної адміністрації Авакова Арсена Борисовича |

10 лютого на офіційному сайті Харківської облдержадміністрації з'явилося розпорядження А. Б. Авакова від 9 лютого 2010 № року 49-к «Про припинення повноважень голови обласної державної адміністрації»:
|  | Згідно з моєю заявою про відставку на підставі пункту 4 частини першої статті 30, статті 31 Закону України «Про державну службу» припиняю повноваження голови обласної державної адміністрації 9 лютого 2010. Довести до відома управлінь, відділів та інших структурних підрозділів облдержадміністрації, райдержадміністрацій, територіальних органів міністерств та інших центральних органів виконавчої влади, що відповідно до частини третьої статті 39 Закону України «Про місцеві державні адміністрації» функції і повноваження голови обласної державної адміністрації виконує Бабаєв Володимир Миколайович, перший заступник голови обласної державної адміністрації. |

Віктор Ющенко 16 лютого пояснив звільнення Авакова порушенням прохання бути політично незаангажованими під час виборів Президента.
На початку березня з'ясувалося, що позов Арсена Авакова до Харківської обласної ради про незаконність рішення щодо недовіри йому як голові облдержадміністрації загубився між Окружним адміністративним судом і Апеляційним адміністративним судом.
22 лютого 2014 року обраний в. о міністра внутрішніх справ, після того, як з цієї посади звільнили Віталія Захарченка.
З 27 лютого 2014 року — міністр внутрішніх справ України в першому та другому урядах Арсенія Яценюка, Володимира Гройсмана, Олексія Гончарука та Дениса Шмигаля.
2014 року на виборах до ВРУ обраний народним депутатом України VIII скликання за партійним списком (№ 6 у списку) від Народного фронту.
13 липня 2021 року — подав у відставку з посади Міністра внутрішніх справ, не пояснивши причину. 15 липня 2021 року Верховна Рада підтримала його відставку.
10 березня 2022 року з'явилися повідомлення в російських ЗМІ про смерть Арсена Авакова в Харкові завдяки «точковому удару російських військовослужбовців». Того ж дня Аваков зняв відеозвернення, в якому показав, що живий.

## Політична діяльність

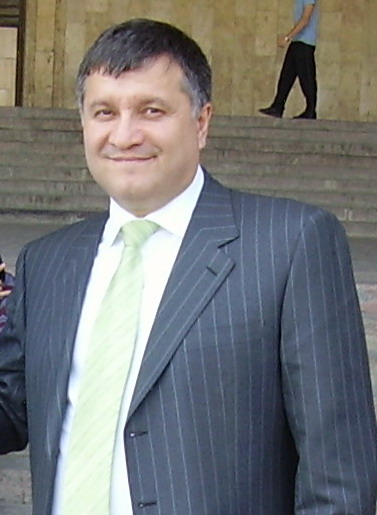
2007 рік

Під час президентської виборчої кампанії 2004 р. був заступником керівника Харківського регіонального штабу Віктора Ющенка, першим заступником голови Харківського регіонального «Комітету національного порятунку».
У березні 2005 року обраний до Ради партії «Наша Україна» та її президії.
11 квітня 2009 року за пропозицією лідера Всеукраїнського громадського руху «За Україну!» В'ячеслава Кириленка обраний головою Харківської обласної організації «За Україну!».
На запрошення Юлії Тимошенко рішенням президії політради ВО «Батьківщина» 21 квітня 2010 року призначений головою Харківської обласної організації партії. Це рішення викликало заперечення серед деяких депутатів фракцій БЮТ у Харківській міській і обласній радах.
У жовтні 2010 року брав участь у виборах Харківського міського голови. Однак, як заявляє міжнародна правозахисна організація Freedom House, унаслідок масових порушень результат виборів був змінений на користь Геннадія Кернеса.
У січні 2012 року проти Арсена Авакова прокуратура Харківської області порушила кримінальну справу за статтею «перевищення влади та службових повноважень». 31 січня у квартирах Авакова відбулися обшуки.
31 січня 2012 року Авакова оголосили в міжнародний розшук. Червонозаводський суд Харкова видав постанову про його арешт.
Проте голови парламентських фракцій «БЮТ — ⁣Батьківщина» та «Наша Україна — Народна самооборона» Андрій Кожемякин і Микола Мартиненко звернулися до Генерального секретаріату Інтерполу із проханням відмовити правоохоронним органам України в розшуку та затриманні лідера харківської опозиції Арсена Авакова.
З аналогічним проханням до Інтерполу звернувся співголова Харківської правозахисної групи Євген Захаров.
Лідер фракції БЮТ — «Батьківщина» Андрій Кожем'якин назвав справу Авакова замовленою і сфабрикованою. Юлія Тимошенко заявила, що Аваков винен лише в тому, що є опозиціонером.
Сам Арсен Аваков звернувся до Генерального прокурора України з проханням закрити кримінальну справу проти нього у зв'язку з відсутністю складу злочину, на підставі п. 2 ч. 1 ст. 6 Кримінально-процесуального кодексу України.
За підсумками парламентських виборів 2012 обраний народним депутатом України за списками об'єднаної опозиції «Батьківщина». Заступник голови фракції. Голова підкомітету з питань законодавства про статус народного депутата України Комітету ВРУ з питань Регламенту, депутатської етики та забезпечення діяльності ВРУ
З 3 червня 2020 — член Національна рада з питань антикорупційної політики

### Міністр внутрішніх справ

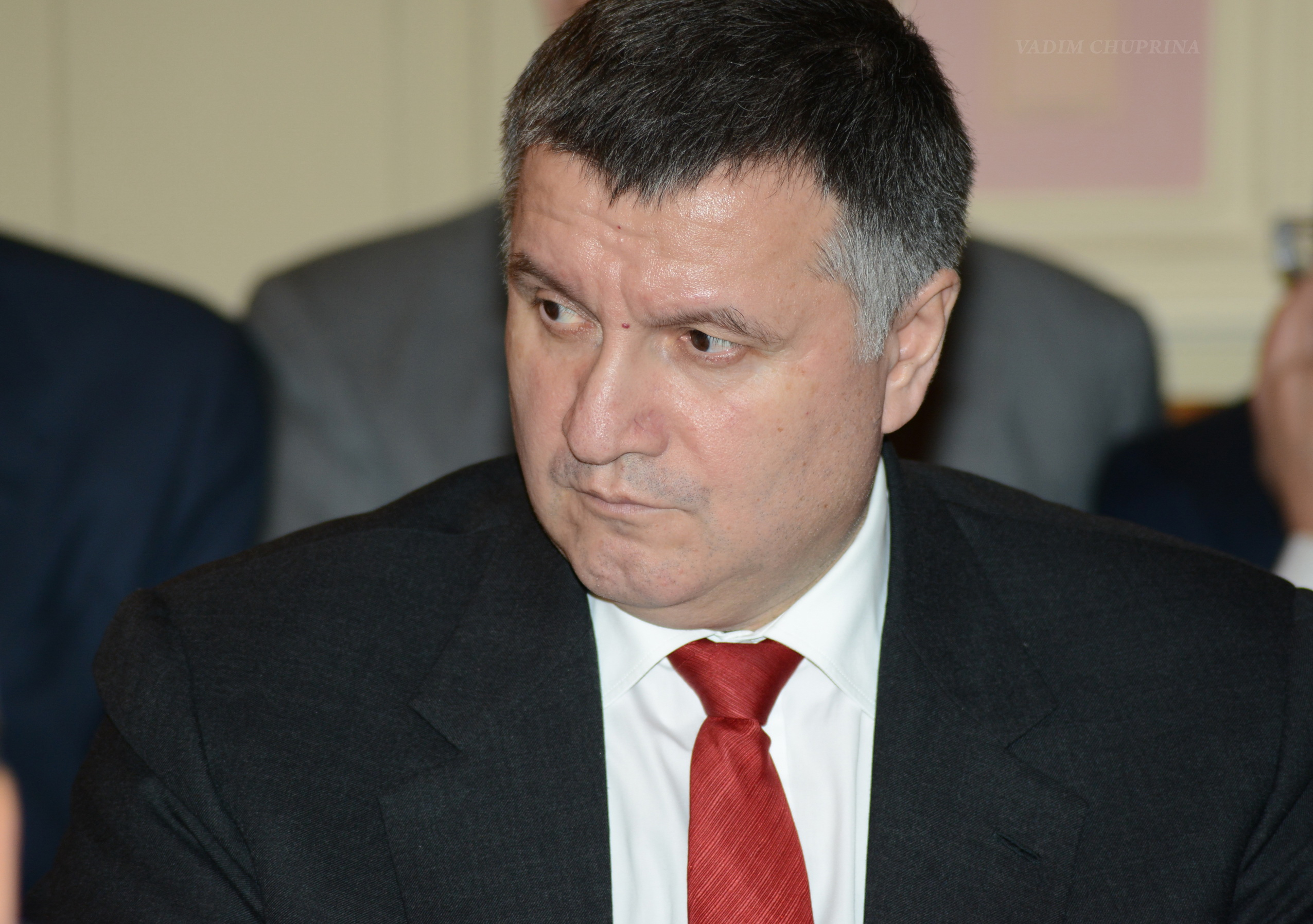
У Верховній раді, 2015

Після загибелі одного з координаторів «Правого сектора» Олександра Музичка лідер Правого сектора Дмитро Ярош на брифінгу в Києві заявив, що вимагає відставки міністра МВС України Арсена Авакова. Відповідаючи на заяву Яроша, Аваков сказав, що приймає виклик «Правого сектора» і його позиція до всіх, хто порушує громадський порядок, буде жорстокою.
17 грудня 2014 року призначив своїм першим заступником 36-річну грузинку Екатерину Згуладзе, яка 13 грудня отримала громадянство України. Перший заступник пізніше анонсувала реформу МВС України.
25 березня 2015 року під час засідання уряду публічно затримали керівника державної служби з надзвичайних ситуацій Сергія Бочковського та його заступника Василя Строєцького. Арсен Аваков звернувся з проханням звільнити Бочковського та Строєцького, а також всіх обласних керівників ДСНС, оскільки вони також причетні до цієї злочинної схеми. Пізніше він сказав, що вирішив провести публічний арешт, щоб вони не уникнули покарання.
1 липня Аваков терміново приїхав до Миколаєва в супроводі спецзагону й усунув від роботи весь склад ДАІ Миколаївської області, звинувативши їх у хабарництві. Він заявив, що до того часу, як нова поліція візьметься до роботи, Миколаївську область патрулюватиме спецпідрозділ «Миротворець» 6 липня Аваков звільнив усіх співробітників ДАІ Донецької області.
14 вересня 2015 року міністр внутрішніх справ України Арсен Аваков програв суд жителю Львова Святославу Літинському у справі про виступ міністра російською мовою. Про це Літинський повідомив у соціальній мережі Facebook. «Виграв суд щодо виступу Арсена Авакова. Суд визнав протиправною відмову у видачі мені перекладу виступу пана міністра», — написав львів'янин.
Відтак МВС подало апеляцію до суду з вимогою скасувати попереднє рішення суду про обов'язок Арсена Авакова провадити державну діяльність українською мовою чи про дублювання українською мовою виступу чиновника. Засідання суду мало відбутися у Львівському апеляційному суді 9 листопада 2015 року — в День української писемності та мови, але в останній момент Аваков передумав і відмовився від позову.
14 квітня 2016 року Верховна Рада України призначила новий склад Кабінету Міністрів України (уряд Гройсмана), у складі якого Арсен Аваков перепризначений на посаду міністра внутрішніх справ України.

19 вересня Аваков заявив, що звернеться до суду з клопотанням щодо Олексія Белька, який намагався замінувати міст Метро в Києві. Міністр готовий допомогти йому пройти курс реабілітації від наркотиків.

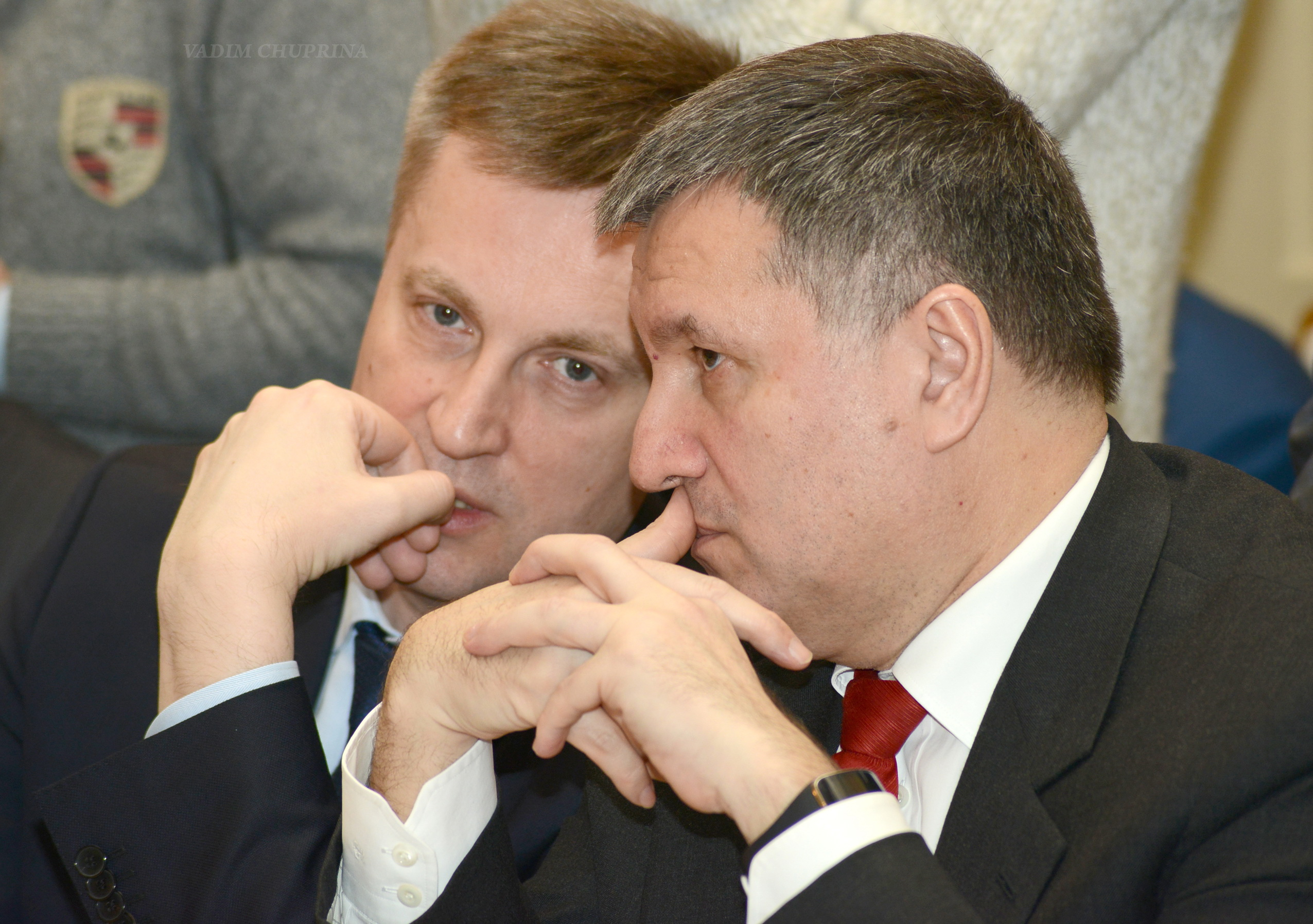
Наливайченко та Аваков

#### План із деокупації та реінтеграції окупованих територій
12 червня 2018 року опублікував і закликав до обговорення стратегію відновлення цілісності України і деокупації Донбасу «механізм малих кроків».
11 березня 2019 року Окружний адміністративний суд Києва, який раніше отримав позов про незаконність діяльності Арсена Авакова як міністра внутрішніх справ України, відкрив провадження у справі про невідповідність міністра вимогам до членів Уряду.

## Критика та скандали

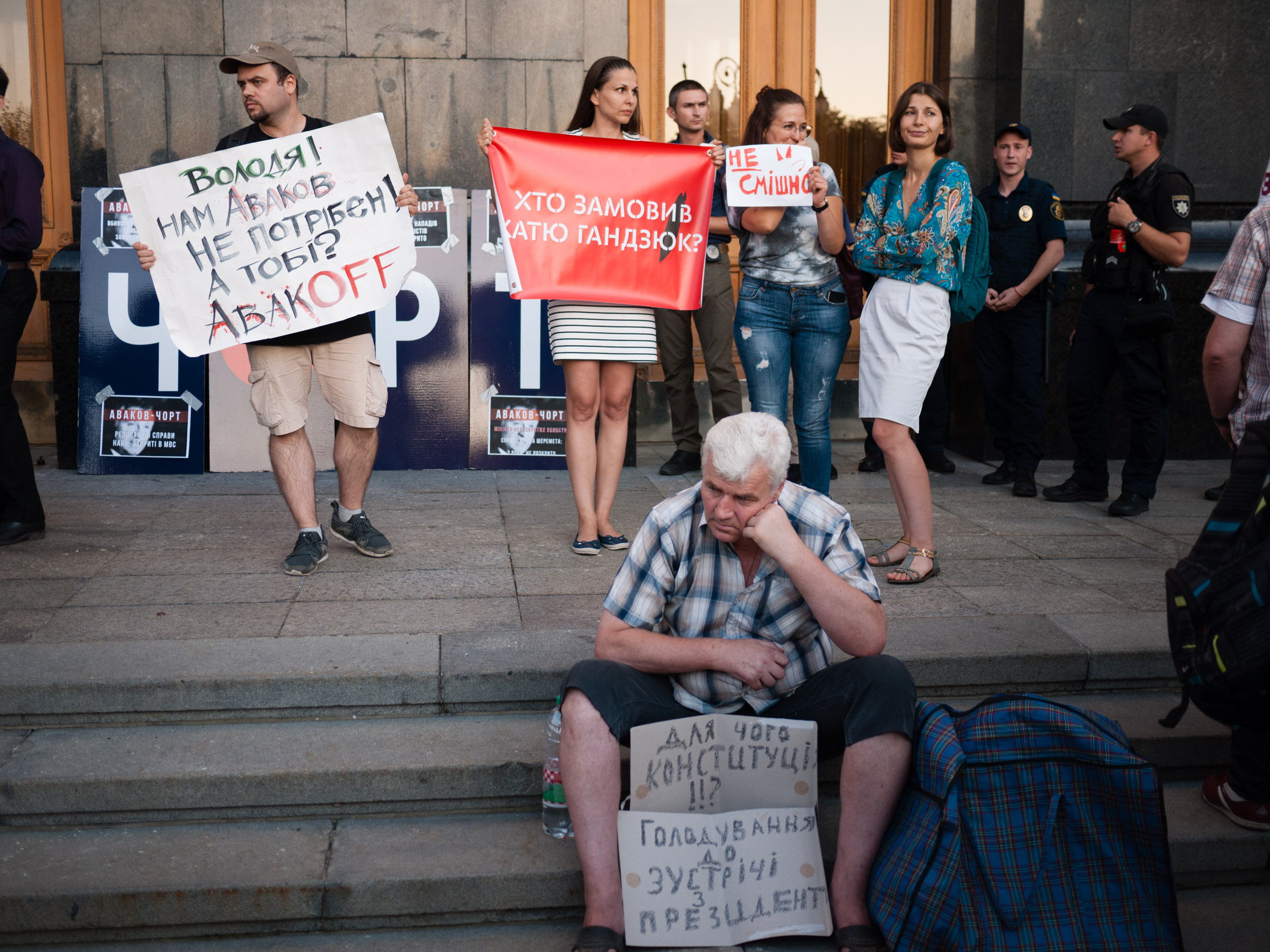
Акція протесту проти повторного призначення Арсена Авакова на посаду міністра МВС

2006 року — звинувачений журналісткою Валентиною Романенко у тому, що він є власником газових свердловин у Валківському районі Харківської області, після чого він подав на неї до суду з вимогою спростувати цю інформацію та виграв його.
Активісти «Правого сектора» звинувачують Арсена Авакова у смерті Олександра Музичка при його затриманні 25 березня 2014 року і вимагають його відставки з посади міністра внутрішніх справ України.
Нардеп Інна Богословська стверджує, що Авакова призначили на посаду Міністра внутрішніх справ для того, щоб випустити Тимошенко, посадити всіх політичних опонентів і випустити з країни Віктора Януковича.
27 березня 2014 року Рівненська міська рада оголосила загибель Олександра Музичка політичним вбивством і закликала міністра внутрішніх справ Арсена Авакова подати у відставку.
31 березня 2014 року Луцька міська рада оголосила загибель Олександра Музичка політичним вбивством і закликала міністра внутрішніх справ Арсена Авакова та його заступника Володимира Євдокимова подати у відставку.
31 березня 2014 року журналісти ТСН зафіксували факт порушення ПДР, що полягали в перевищенні швидкості, та обмеження руху на маршруті, яким рухався кортеж міністра внутрішніх справ України.
Андрій Ілларіонов, ексрадник президента Росії В. Путіна, вважає, що Юлія Тимошенко, Олександр Турчинов та Арсен Аваков своєю бездіяльністю і закликами не втручатися допомогли Росії захопити Донецьк, Луганськ та анексувати Крим
14 грудня 2015 року Аваков у Facebook розповів [Архівовано 2 лютого 2016 у Wayback Machine.] про сутичку з Міхеілом Саакашвілі під час засідання Національної ради реформ на очах у Президента Порошенка. Після цього губернатор Одеської області вимагав у АП оприлюднити відео засідання. Заступник голови адміністрації Дмитро Шимків заявив, що адміністрація оприлюднювати відео не збирається тому, що основним принципом проведення засідань Нацради реформ була відсутність преси, оскільки цей орган створювався як майданчик для «відвертого обговорення реформ», а не телевізійне шоу, де «політики змагаються за рейтинги та з'ясовують стосунки». Пізніше міністр МВС виклав відеозапис сутички, з якого стало відомо, що Аваков намагався поцілити у Саакашвілі склянкою через те, що губернатор назвав його злодієм.
15 січня 2016 року журнал НВ опублікував своє розслідування про те, як Аваков у кріслі очільника МВС не тільки зумів повернути всі втрачені раніше бізнес-активи, але й за допомогою сім'ї активно заробляє на видобутку газу, занижуючи його вартість і «оптимізуючи» податки.

21 червня 2018 року Аваков отримує контроль над українською митницею згідно з постановою КМУ.
Серед попередньо висунутих сесією Головної ради «Просвіти» 17 червня 2015 претендентів найбільше шансів отримати всеукраїнську антипремію «Московський попихач» 2015 року мав міністр внутрішніх справ Арсен Аваков. «Московський попихач» — всеукраїнська антипремія, що присуджується тим високопосадовцям, які публічно ігнорують вимогу 10-ї статті Конституції України про державність української мови, сприяють пришвидшенню реалізації задумів вищих кіл влади Росії про узаконення в Україні двомовності як привід до розширення «руского міра».
13 вересня 2016 року генпрокурор Луценко заявив, що проти міністра внутрішніх справ Арсена Авакова відкрито кримінальну справу і ведеться слідство. 14 вересня перший заступник генерального прокурора Дмитро Сторожук повідомив, що прокуратура України передала до Національного антикорупційного бюро України (НАБУ) матеріали, у яких фігурує ім'я міністра внутрішніх справ Арсена Авакова. 16 вересня стало відомо, що НАБУ розслідує кримінальне провадження за фактом зловживання службовим становищем посадовими особами Дергачівської районної адміністрації Харківської області під час відчуження у приватну власність понад 18 га землі компанії «Інвестор», яку заснував міністр внутрішніх справ Арсен Аваков і кінцевим бенефіціаром якої зараз є дружина міністра Інна.

### Гральний бізнес
У грудні 2019 року в Україні призупинили діяльність щонайменше 5,3 тис. нелегальних ігрових закладів, якими опосередковано керували міністр внутрішніх справ Арсен Аваков та колишній генпрокурор Юрій Луценко. Про це повідомив народний депутат Давид Арахамія.

## Протести

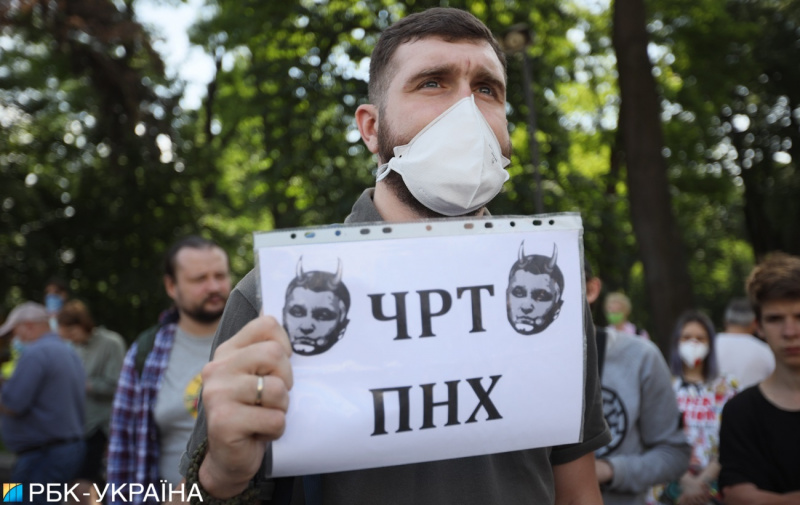
Акція протесту проти Авакова під Верховною радою в Києві 18 червня 2020 року

Діяльність Авакова на посаді Міністра МВС викликала постійну критику громадськості. Так, патріотично налаштовані громадяни неодноразово вимагали відставки Авакова та розслідування резонансних справ (убивство поліціянтами Кирила Тлявова, убивство Катерини Гандзюк, зґвалтування поліціянтами в Кагарлику, убивство Павла Шеремета та багатьох інших).
18 червня 2020 року під стінами Верховної ради пройшла акція проти Авакова, де зібралося близько 100 осіб.

## Наукова діяльність
Автор 13 наукових публікацій, у тому числі однієї монографії. Зокрема:
- Вексельное обращение: теория и практика / А. Б. Аваков, Г. И. Гаевой, В. А. Бешанов и др. — Х.: Фолио, 2000. — 382 с.
- Главное : Сборник статей (апрель 2005 — октябрь 2006) / А. Аваков. — Харьков, 2006. — 48 с.: ил.
- Акценты : Речи, статьи, выступления, интервью, публикации (ноябрь 2004 — декабрь 2006): сборник статей / А. Аваков. — Харьков : Золотые страницы, 2007. — 464 с.: ил.
- Ленин с нами (статья+Интернет-эпистолярий) [Архівовано 22 листопада 2018 у Wayback Machine.] / А. Аваков. — Харьков : Золотые страницы, 2008. — 100 с.: ил. — ISBN 978-966-400-080-9.
- Вчера и завтра / А. Аваков. — Харьков : Золотые страницы, 2008. — 48 с.
- Стратегія соціально-економічного розвитку Харківської області на період до 2015 : монографія / А. Аваков. — Х. : Видавничий Дім «ІНЖЕК», 2008. — 352 с.

## Інші видання
- Ленін з нами? — Харків, Фоліо, 2017. — 160 с. — ~130 × 205 мм, кольор. ілл., рос., 6000 пр., ISBN 978-966-03-8005-9
- Зелений зошит. — Харків, Фоліо, 2018. —154 с. — 133 × 206 мм, кольор. ілл., укр. (пер. з рос. Л. А. Логвиненка, В. М. Верховеня), 2250, ISBN 978-966-03-8156-8
- 2014. Миттєвості харківської весни / [пер. з рос. І. В. Філенко]. — Харків: Фоліо, 2020. — 286 с. — ISBN 978-966-03-9507-7

## Громадська діяльність
Голова Харківського обласного відділення Національного олімпійського комітету України. Співзасновник Фонду ім. Маріанни Авакової, благодійної організації «Зоряний міст» (що опікується проведенням однойменного міжнародного фестивалю фантастики) та благодійного фонду «Ренесанс». За його ініціативою в квітні 2010 року створено Фонд громадянських ініціатив Арсена Авакова.

### Член партій
- Політична партія «Народний союз „Наша Україна“»
- Партія «За Україну!» (з 31 січня 2010)[87]
- ВО «Батьківщина» (з весни 2010)[44]
- Партія «Народний фронт»[88]

Активний користувач соціальної мережі Facebook. Першим перетнув межу у 200 тис. підписників, і залишається найпопулярнішим українським користувачем мережі з кількістю осіб, що стежать за ним, у понад 202 тис..

## Нагороди, відзнаки та звання
2007 року надано почесне звання «Заслужений економіст України».
За даними тижневика «Фокус»:
- 2008 — 67 місце в рейтингу «130 найбагатших людей України»; станом на березень 2007 року — у 300 млн $ й на лютий 2008 року — у 385 млн $[91];
- 2008 — 109 місце в рейтингу «200 найвпливовіших українців»[92];
- 2009 — 98 місце в рейтингу «150 найбагатших людей України» зі статками на грудень 2008 року у 121,3 млн $ й на березень 2009 року — у 57,5 млн $ (втрати з лютого 2008 року склали 327,5 млн $)[93].
- 2009 — посів перше місце в рейтингу 30 найвпливовіших харків'ян, «666 найвпливовіших українців» за даними тижневика «Коментарі»[94].

24 вересня 2009 року посол Білорусі в Україні Валентин Величко вручив Авакову медаль «65 років визволення Республіки Білорусь від німецько-фашистських загарбників».
За «великий особистий внесок у рішення проблем ветеранів-афганців і членів родин полеглих воїнів» у грудні 2009 року нагороджений пам'ятною медаллю «30 років від дня введення військ в Афганістан» (із посвідченням нагороди № 1).

## Мультимедіа
- Закон «Про Національну поліцію» (аудіозапис)(укр.)
- Арсен Аваков став прототипом персонажу Фейсбукова в мультсеріалі «Казкова Русь».

## Родина
- Мати: Габараєва Тетяна (Тані) — осетинка.
- Дружина: Інна — підприємець, заступник голови правління АКБ «Базис».
- Син Олександр 1988 р. н. — засновник АТ «Інвестор» і АКБ «Базис».

### Декларація
- Е-декларація [Архівовано 23 лютого 2019 у Wayback Machine.]